# Vicente Romero Sánchez
Vicente Romero Sánchez (Sevilla, 4 de febrer de 1969) és un actor espanyol.

## Biografia
Vicente Romero cursa estudis d'interpretació, dansa i direcció escènica, i els seus primers treballs tenen lloc sobre les taules d'un escenari. L'any 2001 té lloc el seu debut televisiu en la sèrie de Telecinco Hospital Central, amb la seva participació en un únic capítol i a partir d'aquí li van anar succeint les oportunitats en altres sèries com Policías, en el corazón de la calle,El comisario o Padre Coraje.
Debutà en cinema a Las horas del día (Jaime Rosales), 2003 i posteriorment ha participat en títols com El resultado de la vida (2002), Necesidades (2003) i Horas de luz.
En 2003 va rebre el premi a l'actor revelació de la Unión de Actores pel seu paper en la minisèrie per televisió Padre Coraje.
Després, ha participat en el rodatge de pel·lícules com 7 vírgenes, d'Alberto Rodríguez, Horas de luz, de Manolo Matji, i Las horas del día, de Jaime Rosales. compagina els seus treballs en cinema i televisió amb la seva trajectòria teatral. A més, és guionista, professor i percussionista amb el grup Boom-Band.

## Crítica
Carlos Boyero, crític de cinema del diari El País, el cita (a l'octubre de 2010, dins del suplement cultural Babelia) dins dels actors secundaris del cinema espanyol «tan excelsos, versàtils i versemblants [...]». Al mes següent, Boyero, en una entrevista digital en el citat periòdic, destaca els seus papers a Padre Coraje, Las horas del día, 7 vírgenes i Celda 211.

## Filmografia

### Cinema

#### Llargmetratges
- Adiós (2019)
- Antes de la Quema (2019)
- L'ombra de la llei (2018)
- Cuerpo de élite (2016)
- Segrest (2016)
- The Pelayos (2012)
- Carne de neón (2011)
- Entrelobos (2010)
- También la lluvia (2009)
- Celda 211 (2009)
- La sombra de nadie (2006)
- La noche de los girasoles (2006)
- Niñ@s (2006)
- 7 vírgenes (2005)
- Horas de luz (2004)
- Las horas del día (2003)

#### Curtmetratges
- Burbuja (2009)
- La espera (2008)
- Tocata y fuga (2006)
- Palomita mía (2006)
- Yo (2006)
- Carne de neón (2005)
- Necesidades (2004)
- Días rojos (2004)
- El resultado de la vida (2002)

### Televisió

#### Sèries de televisió
- Malaka - Interpreta Joaquín "Quino" Romero (2019)
- Tiempos de guerra - Interpreta el Comandante Silva (2017)
- Bajo sospecha - Interpreta Rafael Vidal (2015-2016)
- Con el culo al aire - Interpreta José María Gil "Chema" (2012-2014)
- Crematorio (2011)
- 14 de abril. La República (2010)
- La que se avecina (3a Temporada. Capítol 7è. «Inquilino del piso del moroso») - Interpreta Carlos (2009)
- Sin tetas no hay paraíso (2008)
- Maneras de sobrevivir (2005)
- Padre Coraje (2003)
- Policías, en el corazón de la calle (2002)
- Periodistas (2001)
- Hospital Central (2001)

#### Telefilms
- El viaje vertical (2008)
- Carta mortal (2003)

### Teatre
- El día del padre (2007). La va protagonitzar amb Aitor Mazo, Javier Martín i Víctor Ullate.
- Cancún (2015)
- Losers (2016). La va protagonitzar amb María Pujalte. Comèdia de Marta Buchaca dirigida per Guillem Clua.
- El crédito (2017). La va protagonitzar amb Antonio Pagudo. Dirigida per Gabriel Olivares.
- El método Grönholm (2020).[4]

## Premis
Premis de la Unión de Actores
| Any  | Categoria              | Sèrie        | Resultat  |
| ---- | ---------------------- | ------------ | --------- |
| 2002 | Millor actor revelació | Padre Coraje | Guanyador |